# Ольшаницька сільська рада
| Ольшаницька сільська рада — колишній орган місцевого самоврядування у Рокитнянському районі Київської області з адміністративним центром у с. Ольшаниця. Історична дата утворення: в 1917 році. Водоймища на території, підпорядкованій даній раді: річка Гороховатка. Сільській раді підпорядковані населені пункти: - с. Ольшаниця |

## Склад ради
Рада складається з 16 депутатів та голови.

### Керівний склад ради
| ПІБ                              | Основні відомості                                            | Дата обрання | Дата звільнення |
| -------------------------------- | ------------------------------------------------------------ | ------------ | --------------- |
| Очеретяний Олександр Миколайович | Сільський голова, 1954 року народження, освіта, безпартійний | 26.03.2006   | 31.10.2010      |

Примітка: таблиця складена за даними джерела